# Aleksandar Prijović
Aleksandar Prijović - em sérvio, Aлекcaндap Приjoвић (São Galo, 21 de abril de 1990) -, é um futebolista sérvio nascido na Suíça que atua como atacante. Atualmente está sem clube.

## Carreira

### Parma
Dimitris Pelkas se profissionalizou no Parma, em 2006.

## Títulos
PAOK
- Copa da Grécia: 2016–17, 2017–18